# سارا سیگر
سارا سیگر (انگلیسی: Sara Seager؛ زادهٔ ۲۱ ژوئیهٔ ۱۹۷۱) یک اخترشناس و دانشمند علوم سیاره‌ای کانادایی-آمریکایی است که به عنوان استاد در مؤسسه فناوری ماساچوست فعالیت می‌کند و به دلیل تحقیقات پیشگامانه خود در مورد سیارات فراخورشیدی و جو آنها شهرت جهانی دارد. او مؤلف دو کتاب درسی معتبر در این زمینه است و تحقیقاتش توسط نشریات معتبری مانند پاپیولار ساینس، دیسکاور مگزین، نیچر و تایم مورد تقدیر قرار گرفته است. در سال ۲۰۱۳، سیگر به پاس کار نظری پیشگامانه‌اش در زمینه تشخیص امضاهای شیمیایی در جو سیارات فراخورشیدی و توسعه رصدخانه‌های فضایی کم‌هزینه برای مشاهده گذر سیارات، موفق به دریافت کمک‌هزینه مک آرتور شد. این دانشمند برجسته که به عنوان یکی از پیشگامان حوزه سیارات فراخورشیدی شناخته می‌شود، روش‌های نوآورانه‌ای برای مطالعه جو این سیارات ابداع کرده و در توسعه نسل جدید تلسکوپ‌های فضایی نقش مؤثری داشته است. سیگر در طول دوران حرفه‌ای خود جوایز متعددی از جمله جایزه هلن وارنر در سال ۲۰۰۷، جایزه انجمن اخترشناسی آمریکا در سال ۲۰۱۰، جایزه بنیاد سیمونز در سال ۲۰۱۲ و جایزه کاولی در نجوم در سال ۲۰۱۷ را دریافت کرده است.

## پیش‌زمینه
سارا سیگر در تورنتو، انتاریو کانادا در یک خانواده یهودی متولد شد. پدرش دیوید سیگر که در ۱۹ سالگی موهایش را از دست داده بود، از پیشگامان کاشت مو بنیانگذار مرکز پیوند مو سیگر در تورنتو محسوب می‌شد. او مدرک کارشناسی خود را در رشته‌های ریاضیات و فیزیک از دانشگاه تورنتو در سال ۱۹۹۴ با کمک بورسیه تحقیقاتی NSERC دریافت کرد و سپس دکترای نجوم خود را در سال ۱۹۹۹ از دانشگاه هاروارد تحت راهنمایی دیمیتر ساسلوف تکمیل نمود. رساله دکترای او شامل توسعه مدل‌های نظری اتمسفر سیارات فراخورشیدی بود.
سیگر بین سال‌های ۱۹۹۹ تا ۲۰۰۲ به عنوان پژوهشگر فوق‌دکترا در مؤسسه مطالعات پیشرفته فعالیت کرد و تا سال ۲۰۰۶ نیز عضو ارشد گروه پژوهشی مؤسسه کارنگی واشینگتن بود. او در ژانویه ۲۰۰۷ به عنوان استادیار در رشته‌های فیزیک و علوم سیاره‌ای به مؤسسه فناوری ماساچوست پیوست، در ژوئیه ۲۰۰۷ به درجه استادیاری دائم دست یافت و در ژوئیه ۲۰۱۰ به مقام استاد تمام ارتقا پیدا کرد. وی در حال حاضر کرسی «کلاس ۱۹۴۱» را در اختیار دارد.
سیگر در سال ۲۰۲۰ به عنوان عضو افتخاری انجمن نجوم آمریکا انتخاب شد. او همسر چارلز مدیسین است و از ازدواج اول خود که همسرش مایکل ووریک در سال ۲۰۱۱ بر اثر سرطان درگذشت، دو پسر دارد.

## پژهش‌ها
تحقیقات سیگر عمدتاً معطوف به کشف و تحلیل سیارات فراخورشیدی بوده است، به‌ویژه پژوهش‌های او بر روی سیارات نادری که مشابه زمین هستند متمرکز شده، تا جایی که ناسا به او لقب «ایندیانا جونز اخترشناسی» داده است. سیگر در مدل‌سازی‌های خود از سیاره فراخورشیدی گلیز ۵۸۱ سی از اصطلاح «کوتوله گازی» برای توصیف یک ابرزمین پرجرم استفاده کرد که عمدتاً از هیدروژن و هلیوم تشکیل شده است. این اصطلاح همچنین برای اشاره به سیارات کوچکتر از غول‌های گازی با جو غلیظ هیدروژن و هلیوم به کار رفته است. او به همراه مارک کوچنر، وجود سیارات کربنی را نیز پیش‌بینی کرده بود.
سیگر ریاست تیم تعریف علم و فناوری ناسا را برای مأموریت پیشنهادی «استارشید (مأموریت دنیاهای نو)» بر عهده داشته است. این مأموریت شامل پرتاب یک دیسک اکلتی آزادپرواز است که نور ستاره دوردست را مسدود می‌کند تا تلسکوپ بتواند نور بسیار کم‌نورتر سیاره فراخورشیدی واقع در منطقه قابل سکونت ستاره را تشخیص دهد.
از سال ۲۰۲۰ به بعد، تمرکز اصلی سارا بر تحقیقات مربوط به سیاره زهره بوده است، به‌ویژه با کشف احتمالی فسفین - یک گاز زیست‌محور - در جو فوقانی این سیاره. این کشف می‌تواند نشانه‌ای از وجود حیات در زهره باشد و توجه جامعه علمی جهانی را به خود جلب کرده است.